# Academia Rerum Civilium – Vysoká škola politických a společenských věd
Academia Rerum Civilium – Vysoká škola politických a společenských věd, s.r.o. byla soukromá vysoká škola neuniverzitního typu, která sídlila v Kutné Hoře (do roku 2015 v Kolíně). Vznikla v roce 2003 po udělení státního souhlasu Ministerstvem školství, mládeže a tělovýchovy ČR. Rektory školy byly doc. PhDr. Vladimír Prorok, CSc. (2003-2005), prof. PhDr. Jan Liďák, CSc. (2005-2019), doc. PhDr. Tomáš Koziak, PhD. (2019-2022) a doc. JUDr. Ing. Vlastimil Vicen, PhD., Dr. h. c. (2022). Vysoká škola nabízela vzdělání v bakalářském studijním programu politologie, a to jak v prezenční, tak v kombinované formě studia. Kromě toho nabízela tato vysoká škola studium „Akademie třetího věku a volného času“ a studium dalších kurzů celoživotního vzdělávání (např. MBA a MPA). Vedle výuky byla ARC – VŠPSV vědeckým pracovištěm, každoročně pořádala jedno z největších politologických sympozií na českém území, ve spolupráci s partnery vydávala publikace neperiodické (učební texty, sborníky, monografie), ale i periodické. V roce 2022 se škola kvůli dluhům dostala do insolvence, byla jí odebrána akreditace a ukončila svoji činnost.